# Sarcotoechia lanceolata
Sarcotoechia lanceolata är en kinesträdsväxtart som först beskrevs av C. White, och fick sitt nu gällande namn av Sally T. Reynolds. Sarcotoechia lanceolata ingår i släktet Sarcotoechia och familjen kinesträdsväxter. Inga underarter finns listade i Catalogue of Life.